# Hvor mindets blomster gror
Hvor mindets blomster gror er en dansk eksperimentalfilm fra 1991, der er instrueret af Christian Braad Thomsen efter eget manuskript.

## Handling
Instruktøren rejser til sin mors begravelse og det bliver samtidig en rejse i erindringen. Billedsiden har to elementer, landevejen og familiealbummet, og lydsiden har parallelt et elektronisk nutidsspor og et erindringsspor.